# Uttar Dinajpur
Uttar Dinajpur (engelska: Uttar Dinajpur district, franska: District du Dinajpur septentrional, bengali: উত্তর দিনাজপুর জেলা, gujarati: ઉત્તર દિનાજપુર જિલ્લો, hindi: उत्तर दिनाजपुर जिला, marathi: उत्तर दिनाजपुर जिल्हा, nepalesiska: उत्तर दिनाजपुर जिल्ला, oriya: ଉତ୍ତର ଦିନାଜପୁର ଜିଲ୍ଲା, tamil: உத்தர தினஜ்பூர் மாவட்டம்) är ett distrikt i Indien.   Det ligger i delstaten Västbengalen, i den östra delen av landet, 1 100 km öster om huvudstaden New Delhi. Antalet invånare är 3 007 134. Arean är 3 180 kvadratkilometer. Uttar Dinajpur gränsar till Kishanganj.
Terrängen i Uttar Dinajpur är mycket platt.
Följande samhällen finns i Uttar Dinajpur:
- Rāiganj
- Islāmpur
- Kāliyāganj
- Dalkola